# メンガーの定理
メンガーの定理（メンガーのていり、英: Menger's theorem）とは、グラフ理論および関連する数学の分野における定理であり、有限無向グラフに属する連結グラフに関する定理である。カール・メンガーが1927年、辺連結度と点連結度について見出した。辺連結度版のメンガーの定理は、後に最大フロー最小カット定理として一般化された。
辺連結度版のメンガーの定理は次の通りである。有限無向グラフ G で、x と y が隣接していない頂点であるとする。このとき、x と y の最小辺カット（辺切断，除去することで x と y が連結されなくなる最小の辺の数）の大きさは、x から y の辺独立経路 (辺素パス) の最大数と等しい。
点連結度版のメンガーの定理は次の通りである。有限無向グラフ G で、x と y が隣接していない頂点であるとする。このとき、x と y の最小点カット（点切断。除去することで x と y が連結されなくなる最小の頂点の数）の大きさは、x から y の頂点独立経路 (点素パス) の最大数と等しい。
メンガーの定理は、無限グラフでも成り立つことが証明されている（ポール・エルデシュが最初に推測していた）。